# Беринский, Лев Самуилович
Лев Самуи́лович Бери́нский (идиш לעװ בערינסקי‎, род. 6 апреля 1939, Каушаны, Бессарабия, Румыния) — русский и еврейский поэт и переводчик. Пишет на идишe и русском языке.

## Биография
Родился в бессарабском местечке Каушаны (теперь райцентр Каушанского района Молдавии) в семье закройщика Шмила Лейбовича Беринского (1914—1999). Отец писал стихи на идише.
В годы Великой Отечественной войны с матерью Рухл Срулевной Фикс — в эвакуации в Таджикистане (Регар) и на Урале в городе Златоуст (отец был на фронте). По возвращении в Молдавию семья некоторое время жила в Новых Каушанах, затем перебралась в кишинёвский район Табакерия. Здесь Беринский рано вошёл в литературную среду, подружился с будущим кинорежиссёром Валериу Гажиу, а позднее — с будущими литераторами Александром Гельманом и Александром Бродским. Дебютировал стихотворением на русском языке в кишинёвской газете «Юный Ленинец» в совместной с Валерием Гажа публикации за 5 января 1953 года.
С 1954 года жил в Сталино, где после учёбы в Сталинском техникуме подготовки культпросветработников (1957—1959) работал аккордеонистом и учителем музыки. Входил в группу местных русских поэтов, был близко знаком с украинским поэтом Василем Стусом, публиковался в газете «Комсомолец Донбасса». В 1960—1961 годах жил и работал в Молдавии, затем вновь вернулся в Донецк. В 1963—1968 годах учился на факультете иностранных языков Смоленского педагогического института (немецкий язык и литература), в 1965—1970 годах учился на отделении поэтического перевода в Литературном институте имени А. М. Горького, в 1970—1974 годах преподавал немецкий язык в московском профтехучилище.
В 1981 году дебютировал стихами на идише в московском журнале «Советиш Геймланд» (Советская Родина) и стал его постоянным автором. В 1981—1983 годах учился в первой группе еврейского языка и литературы на Высших Литературных курсах СП СССР при Литературном институте имени А. М. Горького одновременно с литераторами Борисом Сандлером, Мойше Пенсом, Велвлом Черниным, Александром Бродским. Вёл литературную часть в московском издании «ВЕСК» (Вестник Еврейской Советской Культуры) и постоянную колонку в кишинёвской газете «Ундзэр Кол» (Наш голос, под псевдонимом И. Дитев).
С 1991 года проживает в Израиле (с 1992 года в городе Акко). Один из учредителей литературного журнала «Найэ вэйгн» (Новые пути, выходил с 1992 по 2003 год), председатель израильского союза писателей и журналистов, пишущих на идише (1998—2001), член ПЕН-клуба. Лауреат премий Сары Горби (1993), Давида Гофштейна (1997), Ицика Мангера (1997) — высшей литературной премии за творчество на идише.

## Семья
- Брат — композитор Сергей Самуилович (Срул Шмилевич) Беринский.
- Сестра — Сима Самуиловна Беринская, виолончелистка, музыкальный педагог[7].

## Переводческая деятельность
Лев Беринский — автор многочисленных переводов с немецкого, румынского (молдавского), испанского, ивритa и других языков на идиш и на русский язык, а также с идиша на русский и наоборот. Отдельными книгами вышли его русские переводы поэзии и прозы Марка Шагала, Доры Тейтельбойм, Ицхока Башевиса-Зингера и Мордхэ Цанина (с идиша), Мирчи Динеску и Шауля Кармеля (с румынского). Кроме того, на русский язык переводил Х. Н. Бялика (большая поэма «Город резни»), Шлоймэ Ворзогера, Мотла Грубияна, Арона Вергелиса и Хаима Бейдера (c идиша), Антонио Мачадо, Омара Лару и Рафаэля Альберти (с испанского), Жоржи Амаду (с португальского), драматургию Альфреда Жарри (с французского) и Марина Сореску (с румынского), стихи Емилиана Букова, Андрея Лупана, Павла Боцу, Паула Михни, Думитру Матковского (с молдавского), Василя Стуса (с украинского), Эдуардаса Межелайтиса (с литовского), эссеистику раввина Мозеса Розена (с румынского), многих румынских поэтов (М. Эминеску, Дж. Баковия, В. Теодореску, Н. Стэнеску, И. Александру, и несколько десятков других). На идише публиковались его переводы из Мирчи Динеску, Дана Пагиса, Иегуды Амихая, Алексея Парщикова, Евгения Рейна, Василя Стуса, из немецкой поэзии (Р. М. Рильке, Сары Кирш, Эмиля Брукнера) и многих других поэтов.

## Литературная деятельность
Первый стихотворный сборник на идише «Дэр зуникэр вэлтбой» (Солнечный мирострой) вышел в московском издательстве «Советский писатель» в 1988 году. С тех пор в Израиле вышли три сборника стихотворений на идише (два из которых двуязычные: идиш-английский и идиш-русский) и два сборника стихотворений на русском языке (один — под псевдонимом Маврогений Пуш). В своём творчестве на идише Беринский тяготеет к модернизму — с гекзаметрированным верлибром, интертекстуальной насыщенностью, свободным использованием научной терминологии и южной (бессарабской) диалектной речи.
Впервые идишские стихотворения Беринского на русский язык перевёл Алексей Парщиков (Рейдерман). Стихотворения Беринского в переводе на немецкий язык (поэма «Rendsburger Mikwe» и сборник «Experimente mit Weltelementen») в книжной форме были изданы в Германии в 1994 и 1999 годах. Русские стихи Беринского включались в антологии русскоязычной поэзии Израиля и Украины. На иврит его стихи переводили Яаков Бессер и Ашер Галь, на румынский — Григоре Хаджиу и Мирча Динеску, на английский — Вивьен Эдэн и Далья Розенфельд, на французский — Шарль Добжинский и Батья Баум. Помимо стихотворных произведений Беринский регулярно публикует эссеистику и публицистические статьи в газете «Форвертс» (Вперёд, Нью-Йорк), альманахе «Найе вэйгн» (Новые пути, Тель-Авив) и некоторых других современных изданиях на идише. В публицистике склонен к использованию экзотических псевдонимов (Маврогений Пуш, И. Дитев, Эдит Нах, А. Захаренков и др.).
Стихи Л. Беринского были положены на музыку молдавским композитором Златой Ткач и братом поэта Сергеем Беринским («Летучий пар», «Откровение» и другие).

## Книги на еврейском языке
- דער זוניקער װעלטבױ (дэр зуникэр вэлтбой — солнечный мирострой), Советский писатель: Москва, 1988.
- Rendsburger Mikwe: Poem, aus dem Jiddischen von Manfred Kauke (Рендсбургская миква, поэма), двуязычное издание: на идише — еврейским письмом и в латинской транслитерации — и на немецком языке, Rendsburger Jüdisches Museum: Рендсбург, Шлезвиг-Гольштейн, 1994.
- Calystegia Sepium: ליבע לידער (либэ лидэр — стихи о любви, на идише и в русском переводе автора), Дорграф: Тель-Авив, 1995.
- פֿישפֿאַנג אין װענעציִע (фишфанг ин Вэнэциэ — рыбная ловля в Венеции), Х. Лейвик-Фарлаг: Тель-Авив, 1996.
- לופֿטבלומען (луфтблумэн/airflowers — воздушные цветы, на идише и в английском переводе), И. Л. Перец-Фарлаг: Тель-Авив, 2001.
- שײַנפֿלײץ (шайнфлейц, поэзия). Том 1. Акко, 2015.
- אַטלאַנטידיש (атлантидиш, проза). Том 2. Акко, 2015.

## Книги на русском и немецком языках
- Собаки на улицах Тель-Авива. Мория: Тель-Авив, 1992.
- Смерть ветряной мельницы (сонеты). Библиотека Матвея Чорного: Тель-Авив, 1996.
- Experimente mit Weltelementen. Gedichte, Poeme und Prosa (Эксперименты с мировыми элементами), на немецком языке, вступительное слово и перевод: Andrej Jendrusch. Edition DODO: Берлин, 1999.
- Jiddische Texte, mit einer Einführung zur Jiddischen Literatur von Astrid Starck (сборник Михоэла Фельзенбаума, Льва Беринского и Геннадия Эстрайха на немецком языке, под редакцией проф. Астрид Штарк, Universite de Haute Alsace), Solothurner Literaturtage: Золотурн, 2002.
- Seminar jiddische Lyrik, Schüler übersetzen Gedichte von Lev Berinski (семинар поэзии на идише, 2. Auflage, Die Falken: Ганновер, 2004.
- На путях вавилонских: Избранные стихи и поэмы (стихотворения и поэмы на русском языке и переводы с идиша). Библиотека «Дикого поля». Донецк: Точка опоры, 2009.
- На стропилах эйнсофа (проза). Донецк: Точка опоры, 2011.

## В переводах Льва Беринского
- Марин Сореску. Лоно: Пьеса в 3 действиях. Пер. с румынского К. Ковальджи и Л. Беринского. М.: ВААП, 1977.
- Тудор Попеску. Терра-2: Комедия. В 3-х действиях, с эпилогом. Перевод с румынского. М.: ВААП-Информ, 1981.
- Емилиан Буков. Брумисты: Повесть. Перевод с молдавского. Кишинёв: Литература артистикэ, 1982.
- Емилиан Буков. Думы сердца: Роман в стихах. Перевод с молдавского. Кишинёв: Литература артистикэ, 1983.
- Гравитация света. Перевод с румынского. Бухарест, 1986.
- Анатол Чокану. Воздух юности нашей: стихи. Перевод с молдавского. Кишинёв: Литература артистикэ, 1987.
- Ион Болдума. Родословная. Перевод с молдавского. Кишинёв: Литература артистикэ, 1988.
- Марк Шагал. Ангел над крышами: стихи, проза, статьи, выступления, письма. Перевод с идиша, составление, предисловие и комментарии Льва Беринского. М.: Современник, 1989.
- Мирча Динеску. Избранное. Перевёл с румынского Лев Беринский. Серия «Современная зарубежная лирика». М.: Молодая гвардия, 1989.
- Исаак Башевис Зингер. Шоша. Рассказы. Перевод с идиша и послесловие Л. Беринского. М.: РИК Культура Текст, 1991.
- Дора Тейтельбойм. Огненный куст (стихи). Перевёл с идиша Л. Беринский. Тель-Авив, 1992.
- М. Цанин. По ту сторону времени: рассказы. Перевод с идиша и послесловие Л. Беринского. Тель-Авив: Прогресс, 1993.
- Шаул Кармель. Молебен с цветами (стихи). Перевод с румынского Л. Беринского, предисловие Э. Бауха. Тель-Авив: Мория, 1993.
- Арн Вергелис. סטאַלין און מיכאָעלס (Сталин и Михоэлс). Драматическая поэма с предисловием и в переводе на русский и немецкий языки Льва Беринского. Триязычное издание. Тель-Авив, 2011.
- Исаак Башевис Зингер. Кукареку (рассказы). Перевод и составление — Л. Беринский. М.: Текст — Книжники, 2017.

## В сети
- Подборка стихотворений в журнале «22».
- Интервью на немецком языке. Архивировано 30 ноября 2012 года. (аудио) и стихотворение в авторском исполнении. Архивировано 30 ноября 2012 года.
- Донецкие воспоминания с редакционными купюрами в журнале «Дикое поле».
- Стихотворение в журнале «Дикое поле» (Донецк).
- Стихи в журнале «День и ночь», 2004.
- Стихотворение в журнале «День и ночь», 2005.
- Поэма «Книга INRI».
- Антология румынской поэзии 1960—1980-х гг. в переводах Л. Беринского.
- Последнее лето в раю (рассказы в переводе с идиша).
- Авторские переводы с идиша.
- Поэма в «Иерусалимском журнале» (2010).
- Воспоминания о. А. Суцкевере

## Антология
- טראָט בײַ טראָט: הײַנטצײַטיקע ייִדישע פּאָעזיִע — Step by Step: Contemporary Yiddish Poetry (шаг за шагом: современная еврейская поэзия, двуязычное издание на идише и на английском языке). Под редакцией Elissa Bemporad и Margherita Pascucci. Серия «Verbarium». Мачерата (Италия): Quodlibet, 2009.